# Knut Wicksell

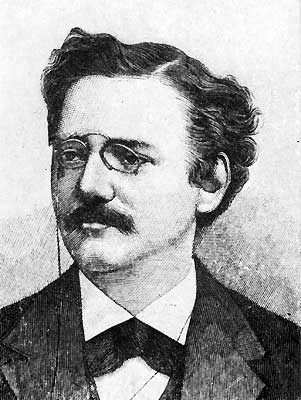
Knut Wicksell

Johan Gustaf Knut Wicksell (Stockholm, 20 december 1851 – Stocksund, 3 mei 1926) was een vooraanstaand Zweeds econoom, die een grote invloed uitoefende op de Stockholmse School.
Zijn economische bijdragen hebben zowel de keynesiaanse als de Oostenrijkse scholen van het economisch denken beïnvloed.

## Biografie
Wicksell werd op 20 december 1851 in Stockholm geboren. Zijn vader was een relatief succesvol zakenman en makelaar in onroerend goed. Wicksell verloor zijn beide ouders op relatief jonge leeftijd. Zijn moeder stierf toen hij nog maar zes jaar oud was. Zijn vader stierf toen hij vijftien was. Zijn vaders aanzienlijke nalatenschap stelde Wicksell in staat om zich in 1869 in te schrijven aan de Universiteit van Uppsala om daar wiskunde en natuurkunde te gaan studeren. Hij behaalde zijn eerste graad in twee jaar, maar bleef zestien jaar, tot 1885, toen hij zijn doctoraat in de wiskunde behaalde, in Uppsala studeren. In 1887 ontving Wicksell een beurs om op het vasteland van Europa te studeren. Hij volgde in Wenen colleges bij de econoom Carl Menger. In de volgende jaren begon zijn belangstelling te verschuiven in de richting van de sociale wetenschappen en in het bijzonder de economie.
Als docent in Uppsala, had Wicksell de aandacht getrokken voor zijn opvattingen over arbeid. Bij een lezing veroordeelde hij dronkenschap en prostitutie als vervreemdend, vernederend en verarmend. Hoewel hij soms als een socialist werd gezien, was zijn oplossing voor de bovenstaande probleem beslist Malthusiaans. Hij bepleitte geboortebeperking - een theorie die hij tot het einde van zijn leven zou verdedigen. Hoewel hij enige aandacht had getrokken voor deze vurige ideeën, bleef zijn eerste werk in de economie, Value, Capital and Rent, gepubliceerd in 1892, grotendeels onopgemerkt. In 1896 publiceerde hij Studies in the theory of Public Finance. Hierin paste hij ideeën uit het marginalisme toe op de progressieve belastingheffing, collectieve goederen en andere aspecten van de openbare politiek. Dit werk trok aanmerkelijk meer belangstelling.
In 1887 sloot Wicksell een burgerlijk huwelijk met Anna Bugge. Hij vond het moeilijk om zijn gezin te onderhouden uit de inkomsten uit zijn onregelmatige posities en publicaties. Het vak economie werd in die tijd in Zweden als onderdeel van de opleiding rechten onderwezen en Wicksell was niet in staat om daar een leerstoel als hoogleraar te verkrijgen, voordat hij een graad in de rechten had behaald. Hij keerde daarop naar de universiteit van Uppsala, waar hij in twee jaar een vierjarige opleiding in de rechten tot een goed einde bracht. Vervolgens werd hij in 1988 geassocieerd professor aan deze universiteit. Het volgende jaar werd hij hoogleraar aan Universiteit van Lund, waar hij zijn meest invloedrijke werk zou verrichten.
Na het geven van een lezing in 1908, waarin hij de onbevlekte ontvangenis persifleerde, werd Wicksell schuldig bevonden aan godslastering. Hij werd tot twee maanden gevangenisstraf veroordeeld. Acht jaar later, in 1916, nam Wicksell afscheid van zijn hoogleraarschap aan de Universiteit van Lund. Hij accepteerde nu een positie in Stockholm, waar hij de Zweedse regering adviseerde over financiële- en bancaire vraagstukken. In Stockholm raakte Wicksell in contact met andere, toekomstige grote economen van de zogenaamde "Stockholmse School", zoals Bertil Ohlin en Gunnar Myrdal. Hij gaf ook college aan een nog jonge Dag Hammarskjöld, de toekomstige secretaris-generaal van de Verenigde Naties.
Wicksell overleed in 1926 tijdens het schrijven van een laatste werk over de theorie van rente. Elementen van zijn openbare politiek werden sterk ter harte genomen door de Zweedse regering, met inbegrip van zijn prijsniveau-targetingregel tijdens de jaren dertig (Jonung 1979), en ook zijn visie op de verzorgingsstaat. Wicksells bijdragen aan de economie zijn door sommige economen, waaronder de kenner van de geschiedenis van het economisch denken Mark Blaug, als fundamenteel gezien voor de moderne macro-economie. Michael Woodford heeft speciaal Wicksells pleidooi om de rentestand te gebruiken om de prijsstabiliteit te handhaven, geprezen. Woordford merkt op dat dit een opmerkelijk inzicht was in een tijd, waarin het meeste monetaire beleid zich helemaal op de gouden standaard richtte. (Woodford, 2003, blz. 32). Woodford noemt zijn eigen raamwerk 'neo-Wickselliaans'. Hij titelde zijn leerboek over monetair beleid als eerbetoon aan het werk van Wicksell.

## Werk

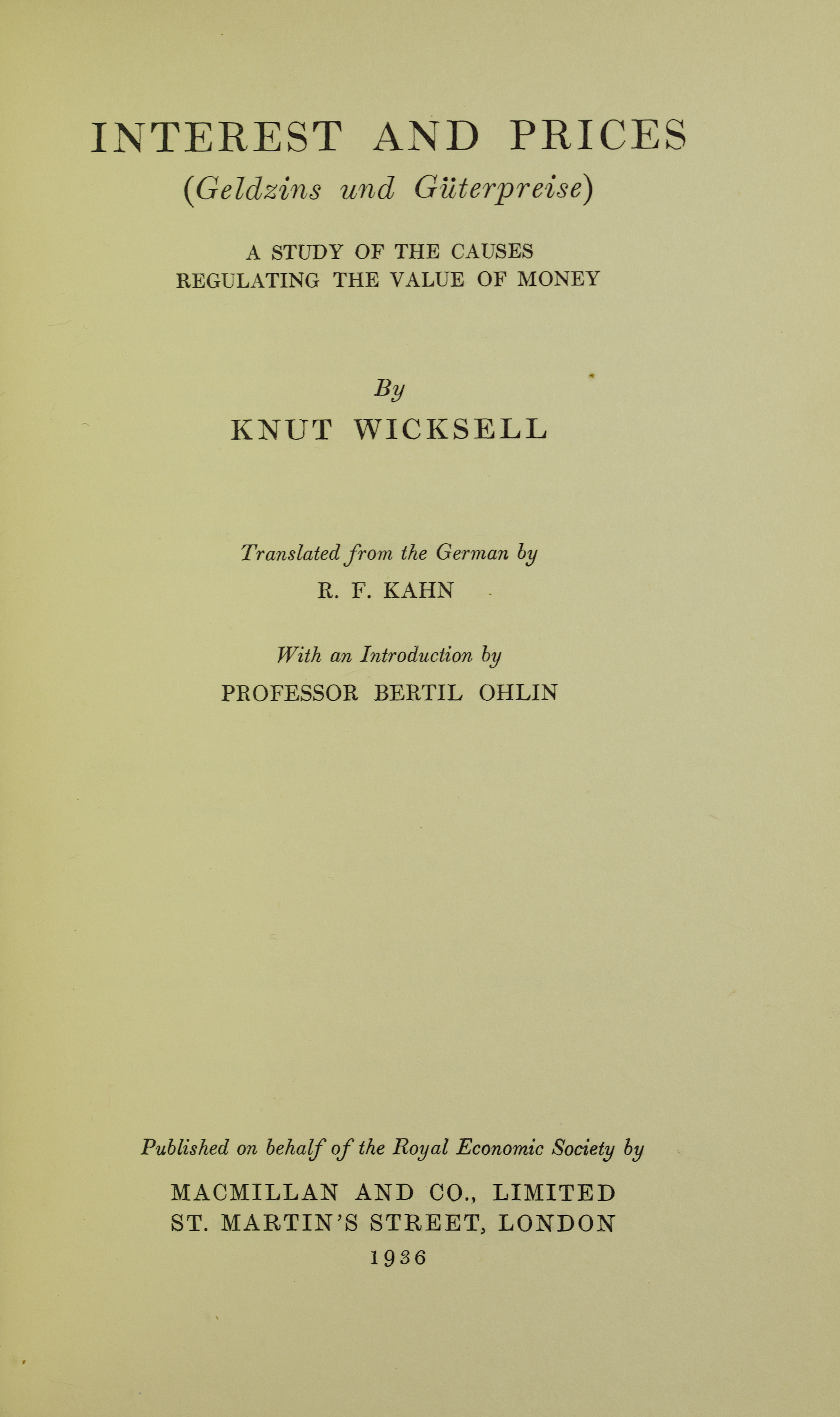
Geldzins und Güterpreise, 1936

Wicksell raakte verliefd op de theorie van de Léon Walras (de School van Lausanne), het werk van Eugen von Böhm-Bawerk (de Oostenrijkse School) en David Ricardo. Hij zocht een synthese van deze drie verschillende theoretische visies van de economie. Wicksells werk over het creëren van een synthetische economische theorie leverde hem een reputatie op als een "econoom voor de economen." Het idee bijvoorbeeld van de grensproduktiviteitstheorie- het idee dat de betalingen aan productiefactoren in evenwicht zijn met hun marginale productiviteit - was reeds door anderen zoals John Bates Clark geformuleerd, maar Wicksell presenteerde een veel eenvoudiger en robuuster demonstratie van het principe. Veel van de huidige opvattingen over die theorie komen voort uit dit model van Wicksell. Wicksell's (1898, 1906) theorie van het "cumulatieve proces" van de inflatie blijft de eerste beslissende stap op weg naar het idee van geld als een "sluier" en de wet van Say.
Ricardo's onderzoek naar de inkomensverdeling uitbreidend, concludeerde Wicksell dat zelfs een volledig onbelemmerde economie het vermogen niet gelijkelijk zou verdelen zoals een aantal van Wicksells voorgangers hadden voorspeld. In plaats daarvan poneerde Wicksell dat vermogen dat gecreëerd werd door groei verdeeld zou worden over hen die al over vermogen beschikten. Hieruit en uit de theorieën van het marginalisme, verdedigde Wicksell een plaats voor overheidsinterventie om de nationale welvaart te verbeteren. Wicksell beïnvloedde het veld van de constitutionele politieke economie. Zijn werk uit 1896 over de fiscale theorie Finanztheoretische Untersuchungen vestigde de aandacht op het belang van de regels achter de keuzes die gemaakt worden door politieke agenten. Hij erkende dat pogingen tot hervorming moesten worden gericht op veranderingen in de regels voor het nemen van beslissingen, in plaats van te proberen om invloed op het gedrag van de (politieke) acteurs uit te oefenen.
Wicksells invloedrijkste bijdrage was zijn theorie over de rentevoet, gepubliceerd in zijn werk uit 1898, Rente en prijzen. Hij maakte een belangrijk onderscheid tussen de natuurlijke rentevoet en de geldrentevoet. De geldrente was volgens Wicksell slechts de rentevoet, zoals gezien in de kapitaalmarkt; de natuurlijke rentevoet was het rentetarief dat neutraal was voor de prijzen in de reële markt, of beter gezegd, de rente waartegen vraag en aanbod in de reële markt in evenwicht zijn - alsof er geen noodzaak is voor de kapitaalmarkten. Deze theorie werd later door de Oostenrijkse School overgenomen, die de theorie aanhing dat een economische boom optrad, wanneer de natuurlijke rentevoet hoger was dan de marktvoet.

## Economen die beïnvloed zijn door Knut Wicksell
- John Maynard Keynes
- Friedrich Hayek
- Dennis Robertson
- Gunnar Myrdal
- Ludwig von Mises
- Karl Gustav Cassel
- Erik Lindahl
- Eli Heckscher
- Bertil Ohlin
- Michael Woodford
- James M. Buchanan
- Don Patinkin

### Economische scholen die beïnvloed zijn door Knut Wicksell
- Keynesianisme
- Neokeynesiaanse economie
- Neoklassieke economie
- Monetarisme
- Oostenrijkse School
- Stockholmse School
- Publiekekeuzetheorie

## Werken
- Interest and Prices (pdf), Ludwig von Mises-instituut, 2007
- Value, Capital and Rent (pdf), Ludwig von Mises-instituut, 2007
- Lectures on Political Economy (volume 1 en 2, pdf), Ludwig von Mises-instituut, 2007

## Voetnoten
1. ↑   Lundahl, Mats (2005). Knut Wicksell on Poverty: No Place is Too Exalted for the Preaching of These Doctrines. Routledge, 96. ISBN 9780415344272.
2. ↑  Ludwig, Van den Hauwe (1999). Public Choice, Constitutional Political Economy and Law and Economics. Encyclopedia of Law and Economics.

- Bibsys: 90160359
- Biblioteca Nacional de España: XX1049967
- Bibliothèque nationale de France: cb122778097 (data)
- Catàleg d'autoritats de noms i títols de Catalunya: 981058608084406706
- CiNii: DA0060134X
- Gemeinsame Normdatei: 118632280
- International Standard Name Identifier: 0000 0001 2278 5505
- Library of Congress Control Number: n50017056
- Bibliotheek van het Japanse parlement: 00460860
- Nationale Bibliotheek van Tsjechië: jn20010601126
- Nationale bibliotheek van Australië: 35606553
- Nationale Bibliotheek van Israël: 987007463255505171
- Nederlandse Thesaurus van Auteursnamen: 068983832
- Réseau des bibliothèques de Suisse occidentale: 02-A003972832
- Istituto Centrale per il Catalogo Unico: RAVV012664
- LIBRIS: 101766
- SNAC: w6v69pp9
- Système universitaire de documentation: 031595235
- Trove: 1012634
- Virtual International Authority File: 39438102
- WorldCat: E39PBJht7PbT386PmXwVjrWxDq